# Jamie Robson
Jamie Robson (* 19. Dezember 1997 in Perth) ist ein schottischer Fußballspieler, der bei Lincoln City spielt.

## Karriere
Jamie Robson begann seine Karriere beim Coupar Angus Boys Club, bevor er in jungen Jahren zu den Glasgow Rangers kam. Von dort aus wechselte er zum FC Dundee, und als 12-Jähriger zu Dundee United. Für United spielte er bis zu seinem Profidebüt in der Youth Academy des Vereins. Im Juni 2014 unterschrieb er seinen ersten Profivertrag. Im Alter von 17 Jahren debütierte er im September 2015 für die erste Mannschaft der Tangerines in der 3. Runde des schottischen Ligapokals gegen Dunfermline Athletic, als er in der Startelf stand. Nachdem Jackie McNamara entlassen worden war, übernahm Mixu Paatelainen das Traineramt in Dundee, Robson wurde infolgedessen von März bis Mai 2016 an den schottischen Drittligisten Brechin City verliehen. In sechs Partien der restlichen Drittligasaison 2015/16 erzielte er als linker Außenverteidiger zwei Tore, darunter den 1:0-Siegtreffer gegen den FC Stranraer. In der darauf folgenden Spielzeit kehrte er zum mittlerweile in der Zweitklassigkeit spielenden Dundee United zurück. Dort gelang ihm am 3. Spieltag in der Partie gegen Ayr United der erste Treffer im Trikot der Tangerines.